# In trance (film)
In trance (Trance) è un film del 2013 diretto da Danny Boyle.
Pellicola drammatica britannica con protagonisti James McAvoy e Rosario Dawson, remake del film TV Trance del 2001.

## Trama
Simon, assistente di una casa d'aste, unisce le forze con una banda capeggiata dal boss Frank, per rubare un quadro di inestimabile valore. Durante la rapina viene colpito alla testa e quando si risveglia è in stato di amnesia senza ricordare dove si trova il quadro rubato, così da far dubitare di lui i suoi compagni di rapina. Con l'aiuto di un'ipnoterapeuta cercheranno di far tornare la memoria a Simon attraverso l'ipnosi.

## Produzione

### Cast
Michael Fassbender fu scelto per il ruolo di Frank ma dovette abbandonare il film per il sovrapporsi di altri progetti. Successivamente fu considerato Colin Firth per lo stesso ruolo, ma infine fu scelto Vincent Cassel. Scarlett Johansson, Mélanie Thierry, Eva Green e Zoe Saldana furono considerate per il ruolo di Elizabeth, ma andò poi a Rosario Dawson.

### Riprese
Le riprese sono iniziate nel mese di settembre del 2011.

### Location
Le riprese si sono svolte a Londra, mentre le scene della rapina sono state girate all'interno del Victoria and Albert Museum, sempre a Londra e nella cappella di Notre-Dame du Haut a Ronchamp.

## Distribuzione
Il primo trailer del film viene pubblicato online il 9 gennaio 2013, mentre il trailer italiano è stato diffuso il 3 luglio, in occasione della presentazione in anteprima alle Giornate Professionali di Cinema di Riccione.
La pellicola è stata distribuita a partire dal 27 marzo 2013 nelle sale cinematografiche britanniche, mentre dal 29 agosto in Italia.

### Divieto
Il film viene vietato ai minori di 14 anni per la presenza di contenuto sessuale, scene di nudo, violenza, alcune immagini raccapriccianti e linguaggio volgare.

## Riconoscimenti
- 2014 - Empire Awards
  - Candidatura per il miglior thriller
- 2014 - Black Reel Awards
  - Candidatura per la miglior attrice a Rosario Dawson
- 2013 - Golden Trailer Awards
  - Miglior trailer thriller
  - Miglior poster thriller
- 2013 - Key Art Awards
  - Terzo posto per il miglior marketing digitale
- 2014 - London Critics Circle Film Awards
  - Miglior attore britannico dell'anno a James McAvoy